# Manuali militari bizantini
I manuali militari bizantini sono dei trattati di arte militare redatti nell'Impero bizantino. I più antichi di essi risalgono al VI secolo, all'epoca in cui i confini dell'impero erano minacciati da Slavi e Avari. Molti di essi risalgono al X secolo, all'epoca in cui i Bizantini intrapresero la conquista dei Balcani in Europa e della Cilicia e della Siria settentrionale in Asia.

## Contesto storico
L'Impero romano d'Oriente (chiamato convenzionalmente Impero bizantino) fu, per gran parte della propria storia, una delle principali potenze del mondo medievale. Perpetuando le tradizioni e le istituzioni dell'Impero romano, nel corso della sua storia fu assaltato da tutti i fronti da diversi nemici numericamente superiori. L'Impero mantenne dunque il suo sistema militare altamente sofisticato, basato sulla disciplina e sull'addestramento delle truppe, sulla conoscenza di tattiche efficaci e di un sistema di rifornimento ben organizzato. Un elemento cruciale nel mantenimento e nella diffusione di questo sistema furono i numerosi trattati e manuali militari. Essi perpetuarono una tradizione che risaliva a Senofonte ed Enea Tattico, e molti manuali militari romano-orientali copiano brani o adattano le opere di autori antichi, soprattutto Eliano e Onasandro.

## Elenco di opere

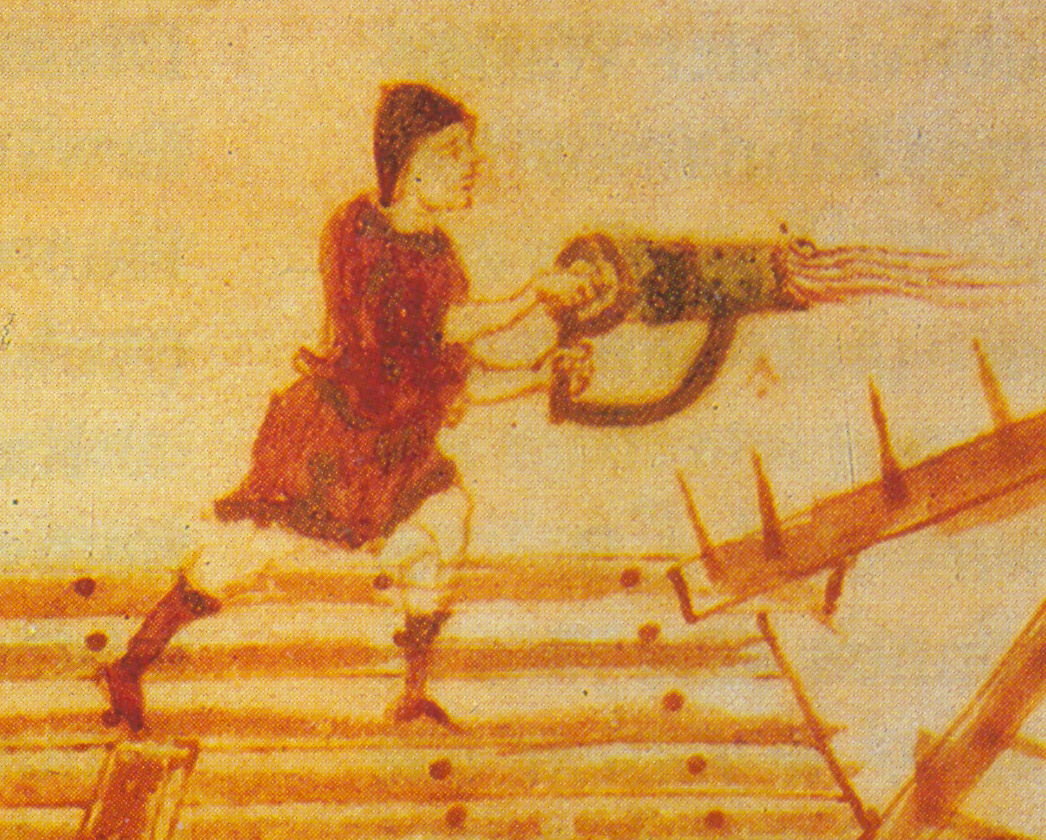
Sifone a mano bizantino che lancia fuoco greco, illuminazione dal Poliorcetica di Erone di Bisanzio

Sopravvivono molte opere di letteratura militare bizantina. I primi manuali spiccatamente bizantini di cui si ha notizia furono prodotti nel VI secolo. Essi proliferarono nel X secolo, all'epoca in cui i Bizantini intrapresero le loro campagne di riconquista dei Balcani e dell'Oriente, ma la produzione subì un calo dopo l'inizio dell'XI secolo. Vi sono testimonianze di opere redatte in età paleologa, ma solo una di esse si è conservata.
Urbicio (Οὐρβίκιος)
scrisse un pamphlet militare indirizzato ad Anastasio I (r. 491–518). Nei manoscritti è stata trasmessa suddivisa in due parti indipendenti tra loro. La prima, il Tacticon, è un'epitome della prima parte (cap. 1–32) dell'Ars Tactica (136/7) di Arriano, un trattato convenzionale sulla falange di fanteria idealizzata. La seconda, la Epitedeuma (Ἐπιτήδευμα), è il progetto dello stesso Urbicio per un tipo di cheval de frise. L'attribuzione a Urbicio di una terza opera, il cosiddetto Cynegeticus, tesi avanzata da alcuni studiosi negli anni trenta, è spuria. Un manoscritto (M) attribuisce lo Strategikon di Maurizio a Urbicio, ma questa asserzione è ritenuta essere un errore del copista.
«Anonimo bizantino del VI secolo» o Anonymus Byzantinus
si veda sotto Siriano Magister
Strategikon
attribuito all'imperatore Maurizio (r. 582–602) fu compilato alla fine del VI secolo. Si tratta di un compendio in dodici libri trattante tutti gli aspetti della guerra terrestre coeva. L'autore è particolarmente solerte nel chiarire le procedure per il dislocamento e le tattiche della cavalleria, particolarmente in risposta alle vittorie degli Avari nell'ultimo ventennio del VI secolo. Raccomanda di privilegiare forme indirette di combattimento, cioè imboscate, stratagemmi, incursioni notturne e schermaglie su terreno impervio. Il Libro XI offre un'analisi innovativa dei metodi di combattimento, dei costumi e dell'habitat dei nemici più significativi dell'Impero, oltre alla raccomandazione di compiere campagne militari a nord del Danubio contro gli Slavi, una altra minaccia strategica dell'ultimo decennio del VI secolo. Lo Strategikon esercitò un influsso notevole sui manuali militari bizantini successivi.
De Militari Scientia o «Frammento Müller»
un trattato frammentario anonimo, comprendente per lo più brani modificati tratti dallo Strategikon di Maurizio. Indizi interni all'opera, compresa l'aggiunta dei «Saraceni» nell'elenco dei nemici, suggeriscono che sia stata redatta intorno alla metà del VII secolo.
Siriano Magister
in precedenza l'«Anonimo bizantino del VI secolo» o Anonymus Byzantinus, scrisse un compendio militare corposo ad ampio raggio. Dell'opera sopravvivono tre corpose sezioni, trasmesse indipendentemente nella tradizione manoscritta e pubblicate separatamente nelle edizioni critiche. Gli studiosi, fin dal XVII secolo, hanno riconosciuto l'unità testuale di queste tre sezioni, ma errori commessi negli studi di metà XX secolo prolungarono la loro separazione. Le tre sezioni sono:
1. un trattato sulla guerra per terra sotto i titoli moderni Περὶ Στρατηγικῆς o De Re Strategica, pubblicato più recentemente con il titolo di «The Anonymous Byzantine Treatise on Strategy».[12]
2. un trattato sulle arringhe militari sotto il titolo moderno Rhetorica Militaris, per lungo tempo attribuito allo stesso «Anonymous».[13]
3. la Naumachia (Ναυμαχίαι), un trattato di guerra navale, che nell'unico manoscritto superstite reca un'attribuzione a un Siriano Magister (Ναυμαχίαι Συριανοῦ Μαγίστρου).[14]

Il riconoscimento del fatto che le tre sezioni siano dello stesso autore assegna necessariamente l'intero compendio a Siriano. Una nuova edizione del compendio completo è in preparazione. Le parti costituenti il compendio sono state tradizionalmente datate al VI secolo, ma tale datazione poggia su basi fragili e tutti gli studi recenti hanno identificato dei contenuti incompatibili con una sua ipotetica stesura nella Tarda Antichità e più congruenti con una data di composizione intorno al IX secolo. Questa datazione al IX secolo è stata ampiamente accettata negli studi accademici recenti sull'argomento.
Problemata
dell'imperatore Leone VI il Saggio (r. 886–912), compilato intorno all'890, comprende brani tratti dallo Strategikon di Maurizio riadattati al formato domanda-risposta.
Tactica
di Leone VI fu scritto intorno al 895-908. Si tratta sostanzialmente di una riedizione dello Strategikon di Maurizio, spesso riprodotto verbatim, con l'aggiunta di materiale tratto dai trattati militari ellenistici, soprattutto Onasandro. Tuttavia, contiene anche delle aggiunte e delle modifiche per adeguarlo alle tattiche coeve, soprattutto per quanto concerne le parti relative agli Arabi e agli Ungheresi, oltre a capitoli sulle battaglie navali (peri naumachias).
Sylloge Tacticorum
(συλλογὴ τακτικῶν), compilato nella prima metà del X secolo, probabilmente durante il regno di Costantino VII. Il testo è suddiviso in due sezioni: la prima (comprendente i primi 56 capitoli) attinge da numerosi autori precedenti e fornisce consigli sulla conduzione delle truppe, sulle tattiche e sulle formazioni di battaglia, e sugli assedi. La seconda metà (comprendenti i capitoli dal 57 al 102) tratta gli stratagemmi impiegati in passato dai generali, attingendo principalmente dagli autori antichi. Nonostante ciò, l'opera contiene anche sezioni relative al modo coevo di condurre la guerra mettendolo a confronto con i modelli precedenti (capitoli 30-39 e 46-47), e furono usate come base per la posteriore Praecepta Militaria.
«Tre trattati sulle spedizioni militari imperiali»
un'appendice al De Ceremoniis dell'imperatore Costantino VII.
De velitatione bellica
(περὶ παραδρομῆς) attribuita all'imperatore Niceforo II Foca (r. 963–969), ma in realtà scritta da altri in suo nome, probabilmente da suo fratello Leone. Si tratta di un saggio sulla fanteria leggera e sulle schermaglie, scritto intorno al 975 basandosi sulle note di Foca sulle incursioni attraverso la frontiera e schermaglie tra Bizantini e Arabi nel corso della prima metà del X secolo. Viene posta particolare enfasi sulla ricognizione, sull'uso del terreno e delle lotte notturne, e vengono date istruzioni adattate ai vari scenari, dal contrastare incursioni o invasioni a larga scala agli assedi.
Praecepta militaria
(στρατηγικὴ ἔκθεσις καὶ σύνταξις Νικηφόρου δεσπότου) dell'Imperatore Niceforo II Foca, sei capitoli scritti intorno al 965, che presenta l'esercito della seconda metà del X secolo nel corso della «riconquista bizantina» in Oriente. Vengono trattati diversi scenari operativi; per una battaglia campale, Foca prescrive l'uso di una forte formazione di fanteria per stabilizzare la linea di battaglia e l'uso della cavalleria pesante, soprattutto catafratti, per caricare il nemico. Il testo contiene informazioni sull'allestimento degli accampamenti, la ricognizione e l'uso delle spie, oltre alle cerimonie religiose dell'esercito. I capitoli sono inclusi e parzialmente emendati per aggiornarli alla situazione degli inizi dell'XI secolo nei posteriori Tactica di Niceforo Urano.
Parangelmata Poliorcetica
un manuale sugli assedi, redatto dal cosiddetto Erone di Bisanzio.
Tactica
di Niceforo Urano, uno dei generali migliori di Basilio II, redatto intorno al 1000. Attinge dai Praecepta, dai Tactica di Leone VI e da altre opere, ma comprende anche capitoli su incursioni e assedi basati sull'esperienza dello stesso Urano.
Strategikon
di Cecaumeno, scritto intorno al 1075–1078. Pur non essendo a rigore un manuale militare, contiene consigli generali nel campo militare e amministrativo, spesso illustrati da esempi tratti da eventi dell'XI secolo.
Enseignemens ou ordenances pour un seigneur qui a guerres et grans gouvernemens a faire
(Istruzioni e Prescrizioni per un Signore che ha guerre da combattere e un governo da esercitare) fu scritto da Teodoro Paleologo, Marchese del Monferrato, in un primo momento in greco a Costantinopoli tra il 1320 e il 1330; la stesura in greco è andata tuttavia perduta. Lo stesso Teodoro lo tradusse dal greco in latino intorno al 1330; anche il testo latino è andato in gran parte perduto. Dell'opera sopravvive solo una versione in Francese Antico realizzata da Jean de Vignay intorno al 1340 traducendo dal latino. Poiché Teodoro passò la maggior parte della sua vita e della sua carriera militare in Monferrato, il testo riflette più la cultura marziale dell'Italia settentrionale che non le tradizioni militari bizantine.